# Коротаев, Яков Николаевич
Я́ков Никола́евич Коротаев или Карата́ев (род. 1892, станица Онон-Борзинская, Забайкальская область — ум. 1937, СССР) — советский военный деятель, руководитель партизанского движения в Забайкалье во время Гражданской войны в России.

## Биография
Происходил из семьи забайкальских казаков. Участвовал в Персидской кампании Первой мировой войны в составе 2-го Аргунского казачьего полка Кавказского фронта.
После окончания войны Коротаев вернулся в Забайкалье, был активным участником партизанского движения. Сражался против частей атамана Семёнова. после того, как летом 1918 года советская власть в Забайкалье была свергнута, стал одним из основателей Алтагачанской коммуны, которая стала ядром партизанского сопротивления семёновцам и японским оккупационным войскам. 
В декабре 1919 года, после падения Алтагачанской коммуны, Коротаев возглавил 1-й кавалерийский полк. После смерти Павла Журавлёва он был назначен командующим Восточно-Забайкальским фронтом партизан. После начала Читинской операции все партизанские соединения были включены в Народно-революционную армию ДВР, после чего Коротаев возглавил Забайкальскую кавалерийскую дивизию, получившую его имя.
После окончания Гражданской войны Коротаев продолжил военную службу, занимал ряд ответственных военных постов. Репрессирован и расстрелян во время Большого террора 1937—1938 годов. Реабилитирован посмертно.

## Память
- В с. Онон-Борзя Александрово-Заводского района Забайкальского края установлен памятный знак Я.Н. Коротаеву.

## Награды
- Орден Красного Знамени